# Гырбова (коммуна)
Гырбова (рум. Gârbova) — коммуна в составе жудеца Алба (Румыния).

## Состав
В состав коммуны входят следующие населённые пункты (данные о населении за 2002 год)::
- Гырбова  (рум. Gârbova) — 1488 жителей — административный центр коммуны

- Кэрпиниш (рум. Cărpiniș) — 292 жителя

- Речу (рум. Reciu) — 279 жителей

## География
Коммуна расположена в 244 км к юго-западу от Бухареста, 26 км к юго-востоку от Алба-Юлии, 102 км к югу от Клуж-Напока, 148 км к западу от Брашова.

## Население
По данным переписи населения 2002 года в коммуне проживали 2059 человек.

### Национальный состав
| Национальность | Кол-во человек | Процент |
| -------------- | -------------- | ------- |
| Румыны         | 1848           | 89,8%   |
| Цыгане         | 164            | 8,0%    |
| Немцы          | 41             | 2,0%    |
| Венгры         | 6              | 0,3%    |

### Родной язык
| Язык       | Кол-во человек | Процент |
| ---------- | -------------- | ------- |
| Румынский  | 2020           | 98,1%   |
| Немецкий   | 35             | 1,7%    |
| Венгерский | 4              | 0,2%    |

### Вероисповедание
| Вероисповедание | Кол-во человек | Процент |
| --------------- | -------------- | ------- |
| Православные    | 1707           | 82,9%   |
| Пятидесятники   | 164            | 8,0%    |
| Бретрены        | 130            | 6,3%    |
| Лютеране        | 28             | 1,4%    |
| Баптисты        | 18             | 0,9%    |
| Реформаты       | 4              | 0,2%    |
| Греко-католики  | 4              | 0,2%    |
| Адвентисты      | 3              | 0,1%    |